# Jasper (Alabama)
Jasper – miasto w Stanach Zjednoczonych, w stanie Alabama, stolica hrabstwa Walker.

## Demografia
Według spisu w 2020 roku liczy 14 572 mieszkańców. W roku 2023 liczba mieszkańców spadła do 14 448 osób, a gęstość zaludnienia do 188,1 osoby/km².